# Volfango Giulio di Hohenlohe-Neuenstein
Volfango Giulio di Hohenlohe-Neuenstein (Neuenstein, 3 agosto 1622 – Francoforte sul Meno, 26 dicembre 1698) è stato un feldmaresciallo tedesco e l'ultimo conte di Hohenlohe-Neuenstein.

## Biografia
Era figlio di Crato III di Hohenlohe-Neuenstein e della contessa palatina Sofia di Zweibrücken-Birkenfeld.
Durante la guerra dei trent'anni, la famiglia degli Hohenlohe si era trasferita a Ohrdruf. Nel 1637 Wolfgang venne colpito appena quindicenne da una pallottola in viso, ma non abbandonò quella voglia di vivere che lo aveva sempre contraddistinto e trascorse il 1643 impegnato in un Grand Tour in Francia. Per guadagnarsi uno stipendio, entrò alle dipendenze del reggimento del feldmaresciallo Rantzau, col quale ebbe però degli screzi, al punto tale da ordire una congiura contro di lui e da guadagnarsi sette mesi di detenzione in fortezza.
Ritornò a casa solo nel 1657. Qui divenne tenente generale delle truppe della Confederazione del Reno che era stata costituita come protezione contro i turchi dei Balcani. Volfango Giulio venne quindi trasferito nella Marca di Stiria da dove, a partire dal 1664, si diresse in Croazia ed in Ungheria per combattere.
Dopo il successo della Battaglia di Mogersdorf, divenne generale feldmaresciallo e ritornò a casa con soli 800 uomini dei 6.500 che con lui erano partiti. Acquistò in feudo anche la città di Wilhermsdorf.
Si sposò due volte. La prima, il 25 agosto 1666 con Sofia Eleonora di Schleswig-Holstein-Sonderburg-Plön (1º agosto 1644 a Plön - 22 gennaio 1688/89 a Neuenstein), figlia di Gioacchino Ernesto, duca di Schleswig-Holstein-Sonderburg-Plön (1622-1671).
Alla morte della prima moglie si risposò con la contessa Francesca Barbara di Welz-Wilmersdorf il 4 settembre 1689 a Wilhermsdorf. Da entrambi i matrimoni, ad ogni modo, il conte non ebbe figli e come tale la sua eredità venne trasferita alla contea di Hohenlohe-Öhringen, retta dal fratello, Giovanni Federico I.

## Ascendenza
|                                                     |                                                 |                                         | Genitori                                 |  |  | Nonni |  |  | Bisnonni                                                     |  |  | Trisnonni                                            |  |
|                                                     |                                                 |                                         |                                          |  |  |       |  |  | Ludovico Casimiro, conte di Hohenlohe-Neuenstein-Weikersheim |  |  | Giorgio I, conte di Hohenlohe-Neuenstein-Weikersheim |  |
|                                                     |                                                 |                                         |                                          |  |  |       |  |  | Ludovico Casimiro, conte di Hohenlohe-Neuenstein-Weikersheim |  |  | Giorgio I, conte di Hohenlohe-Neuenstein-Weikersheim |  |
|                                                     |                                                 | Prassede di Sulz                        |                                          |  |  |       |  |  | Ludovico Casimiro, conte di Hohenlohe-Neuenstein-Weikersheim |  |  |                                                      |  |
| Volfango, conte di Hohenlohe-Neuenstein-Weikersheim |                                                 |                                         |                                          |  |  |       |  |  | Ludovico Casimiro, conte di Hohenlohe-Neuenstein-Weikersheim |  |  |                                                      |  |
|                                                     |                                                 | Anna di Solms-Laubach                   | Ottone I, conte di Solms-Laubach         |  |  |       |  |  |                                                              |  |  |                                                      |  |
|                                                     |                                                 | Anna di Solms-Laubach                   | Ottone I, conte di Solms-Laubach         |  |  |       |  |  |                                                              |  |  |                                                      |  |
|                                                     |                                                 | Anna di Solms-Laubach                   | Anna di Meclemburgo-Schwerin             |  |  |       |  |  |                                                              |  |  |                                                      |  |
| Crato III, conte di Hohenlohe-Neuenstein            |                                                 | Anna di Solms-Laubach                   |                                          |  |  |       |  |  |                                                              |  |  |                                                      |  |
|                                                     |                                                 | Guglielmo I, conte di Nassau-Dillenburg | Giovanni V, conte di Nassau-Dillenburg   |  |  |       |  |  |                                                              |  |  |                                                      |  |
|                                                     |                                                 | Guglielmo I, conte di Nassau-Dillenburg | Giovanni V, conte di Nassau-Dillenburg   |  |  |       |  |  |                                                              |  |  |                                                      |  |
|                                                     |                                                 | Guglielmo I, conte di Nassau-Dillenburg | Elisabetta d'Assia-Marburg               |  |  |       |  |  |                                                              |  |  |                                                      |  |
| Maddalena di Nassau-Dillenburg                      |                                                 | Guglielmo I, conte di Nassau-Dillenburg |                                          |  |  |       |  |  |                                                              |  |  |                                                      |  |
|                                                     |                                                 | Giuliana di Stolberg-Wernigerode        | Bodo VIII, conte di Stolberg-Wernigerode |  |  |       |  |  |                                                              |  |  |                                                      |  |
|                                                     |                                                 | Giuliana di Stolberg-Wernigerode        | Bodo VIII, conte di Stolberg-Wernigerode |  |  |       |  |  |                                                              |  |  |                                                      |  |
|                                                     |                                                 | Giuliana di Stolberg-Wernigerode        | Anna di Eppstein-Königstein              |  |  |       |  |  |                                                              |  |  |                                                      |  |
| Volfango Giulio, conte di Hohenlohe-Neuenstein      |                                                 | Giuliana di Stolberg-Wernigerode        |                                          |  |  |       |  |  |                                                              |  |  |                                                      |  |
|                                                     | Volfango, conte palatino di Zweibrücken-Neuburg | Luigi II, conte palatino di Zweibrücken |                                          |  |  |       |  |  |                                                              |  |  |                                                      |  |
|                                                     | Volfango, conte palatino di Zweibrücken-Neuburg | Luigi II, conte palatino di Zweibrücken |                                          |  |  |       |  |  |                                                              |  |  |                                                      |  |
|                                                     | Volfango, conte palatino di Zweibrücken-Neuburg | Elisabetta d'Assia                      |                                          |  |  |       |  |  |                                                              |  |  |                                                      |  |
| Carlo I, conte palatino di Zweibrücken-Birkenfeld   | Volfango, conte palatino di Zweibrücken-Neuburg |                                         |                                          |  |  |       |  |  |                                                              |  |  |                                                      |  |
|                                                     |                                                 | Anna d'Assia                            | Filippo I,, langravio d'Assia            |  |  |       |  |  |                                                              |  |  |                                                      |  |
|                                                     |                                                 | Anna d'Assia                            | Filippo I,, langravio d'Assia            |  |  |       |  |  |                                                              |  |  |                                                      |  |
|                                                     |                                                 | Anna d'Assia                            | Cristina di Sassonia                     |  |  |       |  |  |                                                              |  |  |                                                      |  |
| Sofia del Palatinato-Zweibrücken-Birkenfeld         |                                                 | Anna d'Assia                            |                                          |  |  |       |  |  |                                                              |  |  |                                                      |  |
|                                                     |                                                 | Guglielmo, duca di Brunswick-Lüneburg   | Ernesto I, duca di Brunswick-Lüneburg    |  |  |       |  |  |                                                              |  |  |                                                      |  |
|                                                     |                                                 | Guglielmo, duca di Brunswick-Lüneburg   | Ernesto I, duca di Brunswick-Lüneburg    |  |  |       |  |  |                                                              |  |  |                                                      |  |
|                                                     |                                                 | Guglielmo, duca di Brunswick-Lüneburg   | Sofia di Meclemburgo-Schwerin            |  |  |       |  |  |                                                              |  |  |                                                      |  |
| Dorotea di Brunswick-Lüneburg                       |                                                 | Guglielmo, duca di Brunswick-Lüneburg   |                                          |  |  |       |  |  |                                                              |  |  |                                                      |  |
|                                                     |                                                 | Dorotea di Danimarca                    | Cristiano III, re di Danimarca           |  |  |       |  |  |                                                              |  |  |                                                      |  |
|                                                     |                                                 | Dorotea di Danimarca                    | Cristiano III, re di Danimarca           |  |  |       |  |  |                                                              |  |  |                                                      |  |
|                                                     |                                                 | Dorotea di Danimarca                    | Dorotea di Sassonia-Lauenburg            |  |  |       |  |  |                                                              |  |  |                                                      |  |
|                                                     |                                                 | Dorotea di Danimarca                    |                                          |  |  |       |  |  |                                                              |  |  |                                                      |  |